# العلاقات البلغارية الكورية الجنوبية
العلاقات البلغارية الكورية الجنوبية هي العلاقات الثنائية التي تجمع بين بلغاريا وكوريا الجنوبية.

## مقارنة بين البلدين
هذه مقارنة عامة ومرجعية للدولتين:
| وجه المقارنة                                              | بلغاريا                                                                             | كوريا الجنوبية                                                          |
| --------------------------------------------------------- | ----------------------------------------------------------------------------------- | ----------------------------------------------------------------------- |
| المساحة (كم2)                                             | 110.99 ألف                                                                          | 100.30 ألف                                                              |
| عدد السكان (نسمة)                                         | 7.08 مليون                                                                          | 51.47 مليون                                                             |
| الكثافة السكانية (ن./كم²)                                 | 63.79                                                                               | 513.16                                                                  |
| العاصمة                                                   | صوفيا                                                                               | سول                                                                     |
| اللغة الرسمية                                             | اللغة البلغارية                                                                     | اللغة الكورية                                                           |
| العملة                                                    | ليف بلغاري                                                                          | وون كوري جنوبي                                                          |
| الناتج المحلي الإجمالي (بليون دولار)                      | 56.83 مليار                                                                         | 1.53 تريليون                                                            |
| الناتج المحلي الإجمالي (تعادل القوة الشرائية) بليون دولار | 130.99 مليار                                                                        | 1.75 تريليون                                                            |
| الناتج المحلي الإجمالي الاسمي للفرد دولار أمريكي          | 8.03 ألف                                                                            | 27.22 ألف                                                               |
| الناتج المحلي الإجمالي للفرد دولار أمريكي                 | 17.21 ألف                                                                           |                                                                         |
| مؤشر التنمية البشرية                                      | 0.782                                                                               | 0.901                                                                   |
| رمز المكالمات الدولي                                      | +359                                                                                | +82                                                                     |
| رمز الإنترنت                                              | .bg، .бг ‏                                                                           | .kr                                                                     |
| المنطقة الزمنية                                           | ت ع م+02:00، ت ع م+03:00، أوروبا/صوفيا ‏، توقيت شرق أوروبا، توقيت شرق أوروبا الصيفي ‏ | توقيت كوريا الجنوبية، ت ع م+09:00، آسيا/سيول ‏، ت ع م+08:00، ت ع م+08:30 |

## منظمات دولية مشتركة
يشترك البلدان في عضوية مجموعة من المنظمات الدولية، منها:
| علم المنظمة | اسم المنظمة                               | تاريخ انضمام بلغاريا | تاريخ انضمام كوريا الجنوبية |
| ----------- | ----------------------------------------- | -------------------- | --------------------------- |
|             | مؤسسة التمويل الدولية                     | 22 يوليو 1991        | 16 مارس 1964                |
|             | منظمة حظر الأسلحة الكيميائية              | ?                    | ?                           |
|             | مجموعة أستراليا                           | 2001                 | 1996                        |
|             | يونسكو                                    | 17 مايو 1956         | 14 يونيو 1950               |
|             | الأمم المتحدة                             | 14 ديسمبر 1955       | 17 سبتمبر 1991              |
|             | منظمة الشرطة الجنائية الدولية             | ?                    | ?                           |
|             | مجموعة الموردين النوويين                  | ?                    | ?                           |
|             | البنك الدولي للإنشاء والتعمير             | 25 سبتمبر 1990       | 26 أغسطس 1955               |
|             | الاتحاد البريدي العالمي                   | ?                    | ?                           |
|             | منظمة التجارة العالمية                    | 1 ديسمبر 1996        | ?                           |
|             | الفريق المعني برصد الأرض                  | ?                    | ?                           |
|             | نظام تحكم تكنولوجيا القذائف               | 2004                 | 2001                        |
|             | المركز الدولي لتسوية المنازعات الاستشارية | 13 مايو 2001         | 23 مارس 1967                |
|             | وكالة ضمان الاستثمار متعدد الأطراف        | 23 سبتمبر 1992       | 12 أبريل 1988               |

## وصلات خارجية
- موقع وزارة الخارجية البلغارية
- موقع وزارة الخارجية الكورية الجنوبية